# Mamacita (KM)
Mamacita is een lied van de Nederlandse rapper KM in samenwerking met rappers/zangers Frenna en Jonna Fraser. Het werd in 2019 als single uitgebracht. 

## Achtergrond
Mamacita is geschreven door Kaene Marica, Francis Junior Edusei, Jonathan Jeffrey Grando en Tevin Irvin Plaate en geproduceerd door Spanker. Het is een nummer uit het genre nederhop. In het lied bezingen de rappers een vrouw. De B-kant van de single is een instrumentale versie van het lied. De single heeft in Nederland de gouden status.
Het is de eerste keer dat de drie artiesten tegelijkertijd op een track te horen zijn. Wel werden er al meerdere keren onderling samengewerkt. Naast dat KM en Frenna samen in rapformatie SFB zaten, hadden ze ook hits als Paraplu en Culo. Met Jonna Fraser was KM eerder te horen op Kan er niet omheen en Regen. KM en Jonna Fraser herhaalden na Mamacita hun samenwerking op Echt of fake en Fine girl. Frenna en Jonna Fraser zongen onder andere samen op My love, Ik kom bij je, Architect en Louboutin en na Mamacita op Dior money en Ova you.

## Hitnoteringen
De artiesten hadden succes met het lied in de hitlijsten van Nederland. Het piekte op de negende plaats van de Single Top 100 en stond tien weken in deze hitlijst. De Top 40 werd niet bereikt; het lied bleef steken op de zesde plaats van de Tipparade.